# Ministri dei trasporti della Repubblica Italiana
I ministri dei trasporti della Repubblica Italiana si sono avvicendati dal 1946 al 2001 e nuovamente dal 2006 al 2008, quando le funzioni del dicastero confluirono definitivamente nel Ministero delle infrastrutture e dei trasporti.

## Lista
| Ministro | Ministro         | Ministro                              | Partito                                             | Governo          | Mandato           | Mandato           | Leg.             |
| Ministro | Ministro         | Ministro                              | Partito                                             | Governo          | Inizio            | Fine              | Leg.             |
| --- | ---------------- | ------------------------------------- | --------------------------------------------------- | ---------------- | ----------------- | ----------------- | ---------------- |
| Trasporti |                  |                                       |                                                     |                  |                   |                   |                  |
| |                  | Giacomo Ferrari (1887-1974)           | Partito Comunista Italiano                          | De Gasperi II    | 14 luglio 1946    | 2 febbraio 1947   | AC               |
| De Gasperi III | 2 febbraio 1947  | Giacomo Ferrari (1887-1974)           | Partito Comunista Italiano                          | 1º giugno 1947   |                   |                   | AC               |
| |                  | Guido Corbellini (1890-1976)          | Democrazia Cristiana                                | De Gasperi IV    | 1º giugno 1947    | 24 maggio 1948    | AC               |
| De Gasperi V | 24 maggio 1948   | Guido Corbellini (1890-1976)          | Democrazia Cristiana                                | 28 gennaio 1950  | I                 |                   |                  |
| |                  | Ludovico D'Aragona (1876-1961)        | Partito Socialista dei Lavoratori Italiani          | De Gasperi VI    | I                 | 28 gennaio 1950   | 5 aprile 1951    |
| |                  | Pietro Campilli (1891-1974)           | Democrazia Cristiana                                | De Gasperi VI    | I                 | 5 aprile 1951     | 26 luglio 1951   |
| |                  | Piero Malvestiti (1899-1964)          | Democrazia Cristiana                                | De Gasperi VII   | I                 | 26 luglio 1951    | 16 luglio 1953   |
| |                  | Giuseppe Togni (1903-1981)            | Democrazia Cristiana                                | De Gasperi VIII  | 16 luglio 1953    | 17 agosto 1953    | II               |
| |                  | Bernardo Mattarella (1905-1971)       | Democrazia Cristiana                                | Pella            | 17 agosto 1953    | 19 gennaio 1954   | II               |
| Fanfani I | 19 gennaio 1954  | Bernardo Mattarella (1905-1971)       | Democrazia Cristiana                                | 10 febbraio 1954 |                   |                   | II               |
| Scelba | 10 febbraio 1954 | Bernardo Mattarella (1905-1971)       | Democrazia Cristiana                                | 6 luglio 1955    |                   |                   | II               |
| |                  | Armando Angelini (1891-1968)          | Democrazia Cristiana                                | Segni I          | 6 luglio 1955     | 20 maggio 1957    | II               |
| Zoli | 20 maggio 1957   | Armando Angelini (1891-1968)          | Democrazia Cristiana                                | 2 luglio 1958    |                   |                   | II               |
| Fanfani II | 2 luglio 1958    | Armando Angelini (1891-1968)          | Democrazia Cristiana                                | 16 febbraio 1959 | III               |                   |                  |
| Segni II | 16 febbraio 1959 | Armando Angelini (1891-1968)          | Democrazia Cristiana                                | 26 marzo 1960    | III               |                   |                  |
| |                  | Fiorentino Sullo (1921-2000)          | Democrazia Cristiana                                | Tambroni         | III               | 26 marzo 1960     | 11 aprile 1960   |
| |                  | Mario Ferrari Aggradi (1916-1997)     | Democrazia Cristiana                                | Tambroni         | III               | 11 aprile 1960    | 27 luglio 1960   |
| |                  | Giuseppe Spataro (1897-1979)          | Democrazia Cristiana                                | Fanfani III      | III               | 27 luglio 1960    | 22 febbraio 1962 |
| |                  | Bernardo Mattarella (1905-1971)       | Democrazia Cristiana                                | Fanfani IV       | III               | 22 febbraio 1962  | 22 giugno 1963   |
| Trasporti e aviazione civile                                                                                          |                  |                                       |                                                     |                  |                   |                   |                  |
| |                  | Guido Corbellini (1890-1976)          | Democrazia Cristiana                                | Leone I          | 22 giugno 1963    | 5 dicembre 1963   | IV               |
| |                  | Angelo Raffaele Jervolino (1890-1985) | Democrazia Cristiana                                | Moro I           | 5 dicembre 1963   | 23 luglio 1964    | IV               |
| Moro II | 23 luglio 1964   | Angelo Raffaele Jervolino (1890-1985) | Democrazia Cristiana                                | 24 febbraio 1966 |                   |                   | IV               |
| |                  | Oscar Luigi Scalfaro (1918-2012)      | Democrazia Cristiana                                | Moro III         | 24 febbraio 1966  | 25 giugno 1968    | IV               |
| Leone II | 25 giugno 1968   | Oscar Luigi Scalfaro (1918-2012)      | Democrazia Cristiana                                | 13 dicembre 1968 | V                 |                   |                  |
| |                  | Luigi Mariotti (1912-2004)            | Partito Socialista Italiano                         | Rumor I          | V                 | 13 dicembre 1968  | 6 agosto 1969    |
| |                  | Remo Gaspari (1921-2011)              | Democrazia Cristiana                                | Rumor II         | V                 | 6 agosto 1969     | 28 marzo 1970    |
| |                  | Italo Viglianesi (1916-1995)          | Partito Socialista Italiano                         | Rumor III        | V                 | 28 marzo 1970     | 6 agosto 1970    |
| Colombo | 6 agosto 1970    | Italo Viglianesi (1916-1995)          | Partito Socialista Italiano                         | 18 febbraio 1972 | V                 |                   |                  |
| |                  | Oscar Luigi Scalfaro (1918-2012)      | Democrazia Cristiana                                | Andreotti I      | V                 | 18 febbraio 1972  | 26 giugno 1972   |
| |                  | Aldo Bozzi (1909-1987)                | Partito Liberale Italiano                           | Andreotti II     | 26 giugno 1972    | 8 luglio 1973     | VI               |
| |                  | Luigi Preti (1914-2009)               | Partito Socialista Democratico Italiano             | Rumor IV         | 8 luglio 1973     | 15 marzo 1974     | VI               |
| Rumor V | 15 marzo 1974    | Luigi Preti (1914-2009)               | Partito Socialista Democratico Italiano             | 23 novembre 1974 |                   |                   | VI               |
| Trasporti |                  |                                       |                                                     |                  |                   |                   |                  |
| |                  | Mario Martinelli (1906-2001)          | Democrazia Cristiana                                | Moro IV          | 23 novembre 1974  | 12 febbraio 1975  | VI               |
| Moro V | 12 febbraio 1976 | Mario Martinelli (1906-2001)          | Democrazia Cristiana                                | 30 luglio 1976   |                   |                   | VI               |
| |                  | Attilio Ruffini (1924-2011)           | Democrazia Cristiana                                | Andreotti III    | 30 luglio 1976    | 18 settembre 1977 | VII              |
| |                  | Vito Lattanzio (1926-2010)            | Democrazia Cristiana                                | Andreotti III    | 18 settembre 1977 | 13 marzo 1978     | VII              |
| |                  | Vittorino Colombo (1925-1996)         | Democrazia Cristiana                                | Andreotti IV     | 13 marzo 1978     | 21 marzo 1979     | VII              |
| |                  | Luigi Preti (1914-2009)               | Partito Socialista Democratico Italiano             | Andreotti V      | 21 marzo 1979     | 5 agosto 1979     | VII              |
| Cossiga I | 5 agosto 1979    | Luigi Preti (1914-2009)               | Partito Socialista Democratico Italiano             | 4 aprile 1980    | VIII              |                   |                  |
| |                  | Rino Formica (1927)                   | Partito Socialista Italiano                         | Cossiga II       | VIII              | 4 aprile 1980     | 18 ottobre 1980  |
| Forlani | 18 ottobre 1980  | Rino Formica (1927)                   | Partito Socialista Italiano                         | 28 giugno 1981   | VIII              |                   |                  |
| |                  | Vincenzo Balzamo (1929-1992)          | Partito Socialista Italiano                         | Spadolini I      | VIII              | 28 giugno 1981    | 23 agosto 1982   |
| Spadolini II | 23 agosto 1982   | Vincenzo Balzamo (1929-1992)          | Partito Socialista Italiano                         | 1º dicembre 1982 | VIII              |                   |                  |
| |                  | Mario Casalinuovo (1922-2018)         | Partito Socialista Italiano                         | Fanfani V        | VIII              | 1º dicembre 1982  | 4 agosto 1983    |
| |                  | Claudio Signorile (1937)              | Partito Socialista Italiano                         | Craxi I          | 4 agosto 1983     | 1º agosto 1986    | IX               |
| Craxi II | 1º agosto 1986   | Claudio Signorile (1937)              | Partito Socialista Italiano                         | 18 aprile 1987   |                   |                   | IX               |
| |                  | Giovanni Travaglini (1924-2020)       | Democrazia Cristiana                                | Fanfani VI       | 18 aprile 1987    | 29 luglio 1987    | IX               |
| |                  | Calogero Mannino (1939)               | Democrazia Cristiana                                | Goria            | 29 luglio 1987    | 13 aprile 1988    | X                |
| |                  | Giorgio Santuz (1936)                 | Democrazia Cristiana                                | De Mita          | 13 aprile 1988    | 23 luglio 1989    | X                |
| |                  | Carlo Bernini (1936-2011)             | Democrazia Cristiana                                | Andreotti VI     | 23 luglio 1989    | 13 aprile 1991    | X                |
| Andreotti VII | 13 aprile 1991   | Carlo Bernini (1936-2011)             | Democrazia Cristiana                                | 28 giugno 1992   |                   |                   | X                |
| |                  | Giancarlo Tesini (1929-2023)          | Democrazia Cristiana                                | Amato I          | 28 giugno 1992    | 29 aprile 1993    | XI               |
| |                  | Raffaele Costa (1936)                 | Partito Liberale Italiano                           | Ciampi           | 29 aprile 1993    | 2 gennaio 1994    | XI               |
| Trasporti e navigazione                                                                                               |                  |                                       |                                                     |                  |                   |                   |                  |
| |                  | Raffaele Costa (1936)                 | Partito Liberale Italiano                           | Ciampi           | 2 gennaio 1994    | 11 maggio 1994    | XI               |
| |                  | Publio Fiori (1936-2024)              | Alleanza Nazionale - MSI                            | Berlusconi I     | 11 maggio 1994    | 17 gennaio 1995   | XII              |
| |                  | Giovanni Caravale (1935-1997)         | Indipendente                                        | Dini             | 17 gennaio 1995   | 18 maggio 1996    | XII              |
| |                  | Claudio Burlando (1954)               | Partito Democratico della Sinistra                  | Prodi I          | 18 maggio 1996    | 21 ottobre 1998   | XIII             |
| |                  | Tiziano Treu (1939)                   | Rinnovamento Italiano                               | D'Alema I        | 21 ottobre 1998   | 22 dicembre 1999  | XIII             |
| |                  | Pier Luigi Bersani (1951)             | Democratici di Sinistra                             | D'Alema II       | 22 dicembre 1999  | 26 aprile 2000    | XIII             |
| Amato II | 26 aprile 2000   | Pier Luigi Bersani (1951)             | Democratici di Sinistra                             | 11 giugno 2001   |                   |                   | XIII             |
| Accorpato con il Ministero dei lavori pubblici per costituire il Ministero delle infrastrutture e dei trasporti       |                  |                                       |                                                     |                  |                   |                   |                  |
| Ricostituzione del dicastero dei Trasporti (a seguito di scorporo dal Ministero delle infrastrutture e dei trasporti) |                  |                                       |                                                     |                  |                   |                   |                  |
| |                  | Alessandro Bianchi (1945)             | Indipendente di area Partito dei Comunisti Italiani | Prodi II         | 17 maggio 2006    | 8 maggio 2008     | XV               |
| Accorpato nel Ministero delle infrastrutture e dei trasporti                                                          |                  |                                       |                                                     |                  |                   |                   |                  |